# Midtown (Manhattan)
Pour les articles homonymes, voir Midtown.

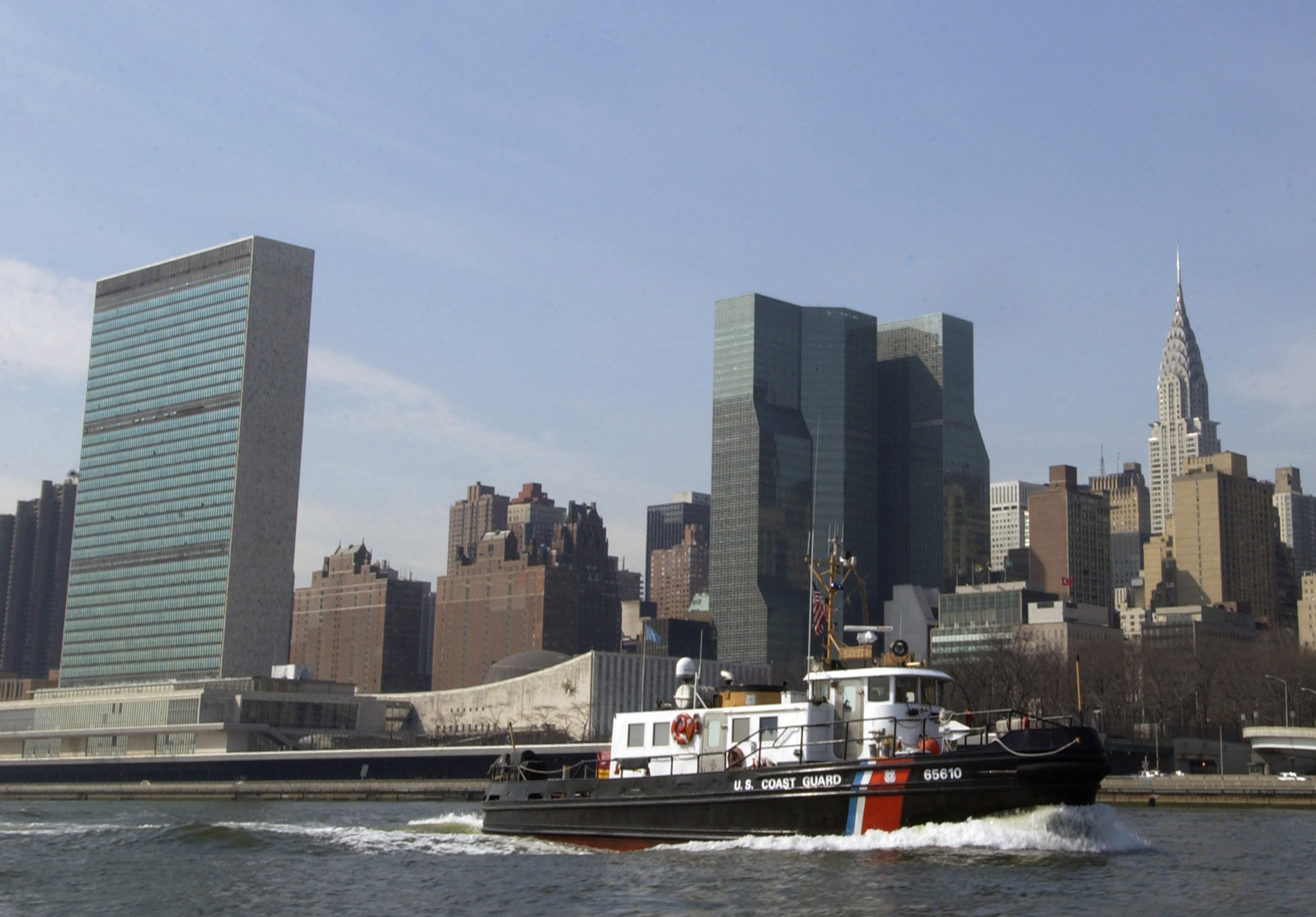
Midtown vue de l'East River, avec le siège des Nations unies à gauche, et le Chrysler Building à droite.

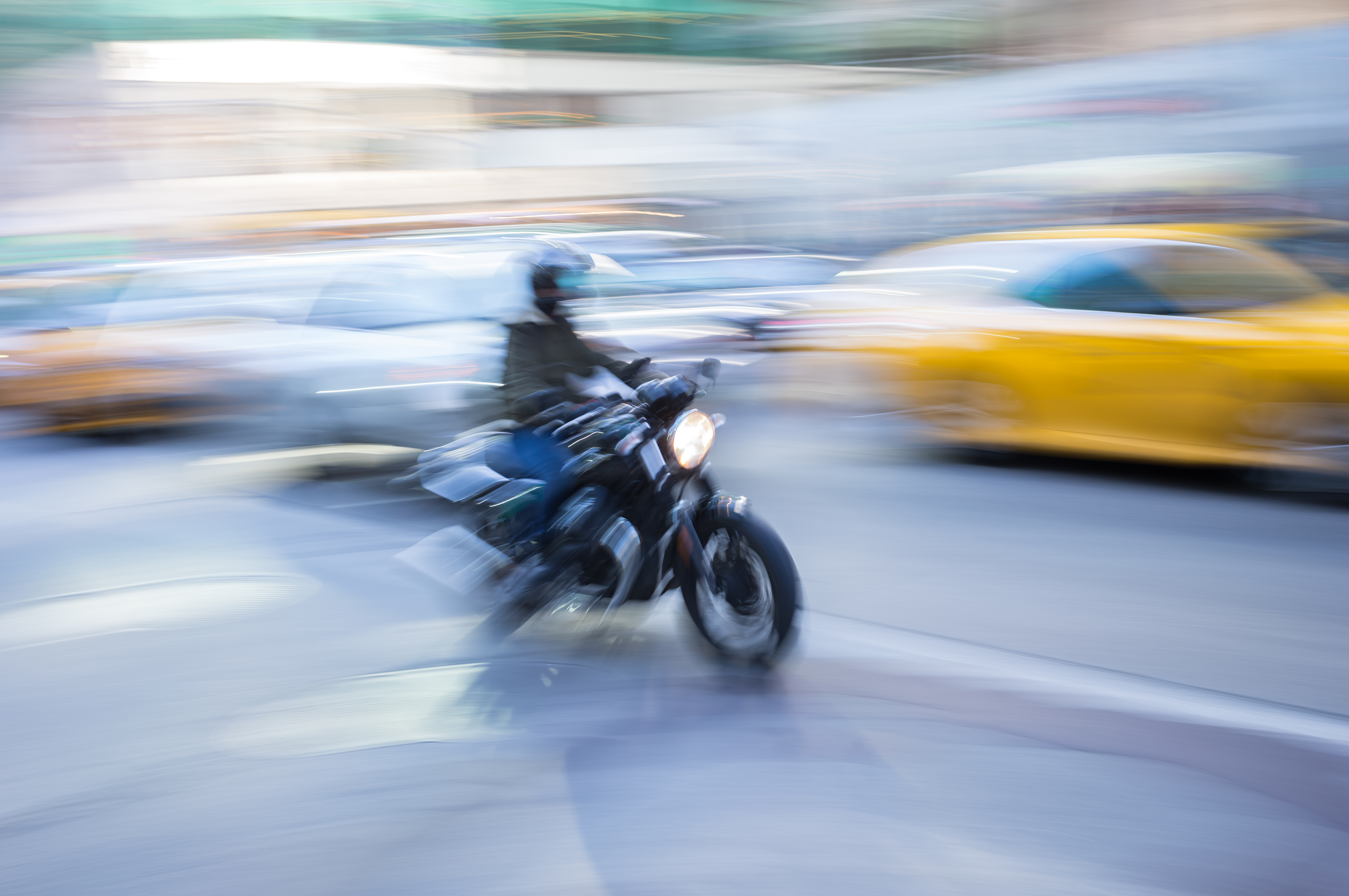
Une motocyclette traverse Midtown. Mars 2023.

Midtown est un quartier d'affaires de la ville de New York, situé dans la partie sud de l'arrondissement de Manhattan.
Dans un sens large, il s'agit d'une zone commençant à la 14e rue au sud de l'île, et allant jusqu'à la 59e rue, qui borde le sud de Central Park.
Dans un sens plus restreint, il s'agit seulement d'une partie de cette zone. On entend alors par Midtown un grand centre d'affaires et de commerces particulièrement actif, célèbre pour ses nombreux gratte-ciel. Dans ce cas, Midtown ne commence qu'à la 31e, voire à la 42e rue. Son extension est-ouest peut aussi être limitée, non plus par l'East River et l'Hudson, mais principalement par la Troisième et la Huitième Avenue.  
Quelle que soit sa taille exacte, Midtown est sans conteste la zone commerciale la plus active de la ville de New York et des  États-Unis. La majorité des gratte-ciel de New York, abritant bureaux, hôtels et appartements sont situés dans ce secteur. Plus de trois millions de travailleurs s'y rendent chaque jour, et le quartier connaît également un afflux considérable de touristes et d'étudiants. Certaines zones, sur la Cinquième avenue et Times Square, sont une véritable concentration de boutiques en tous genres. 

## Monuments remarquables

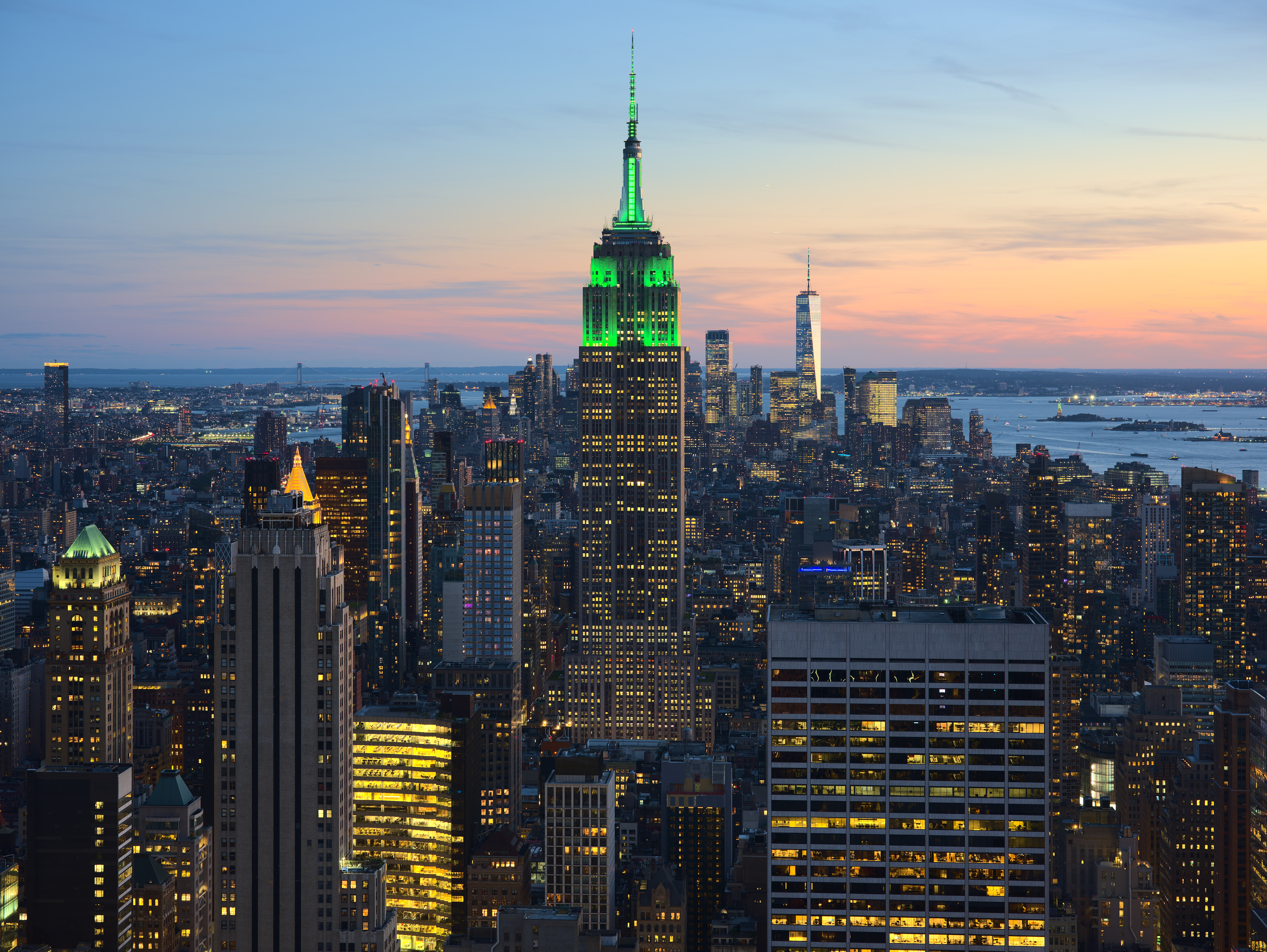
L'Empire State Building vu depuis le sommet du Comcast Building. L'Empire State Building est éclairé en vert à l'occasion de la Climate Week NYC. Septembre 2021.

Dans la zone comprise entre la 42e et la 59e rue se trouvent : le Chrysler Building, Grand Central Terminal, la Cathédrale Saint-Patrick, le Rockefeller Center, et le Carnegie Hall.
L'Empire State Building se situe entre les 33e et 34e rues.

## Lien externe

Midtown vu de Weehawken. Septembre 2021.

Midtown vu de Weehawken. Septembre 2021.